# Шардаринська міська адміністрація
Шардари́нська міська адміністрація (каз. Шардара қаласы әкімдігі, рос. Шардаринская городская администрация) — адміністративна одиниця у складі Шардаринського району Туркестанської області Казахстану. Адміністративний центр та єдиний населений пункт — місто Шардара.
Населення — 31431 особа (2021; 30573 у 2009, 25452 у 1999, 25629 у 1989).
Станом на 1989 рік існувала Чардаринська міська рада (місто Чардара).